# Podophyllum
Genre
Synonymes
- Anapodophyllon  Mill
- Diphylleia  Michx
- Dysosma  Woodson
- Sinopodophyllum T.S.Ying

Podophyllum est un genre de des plantes à fleurs de la famille des Berbéridacées ; la plupart des espèces sont originaires d'Asie à l'exception du Podophylle pelté qui est originaire de l'est de l'Amérique du Nord.

## Liste des espèces
Selon Plants of the World online (POWO) (12 janvier 2025) ce genre regroupe  les 17 espèces suivant :
- Podophyllum aurantiocaule   Hand.-Mazz.
- Podophyllum cymosum   (Michx.) Christenh. & Byng
- Podophyllum delavayi  Franch.
- Podophyllum difforme  Hemsl. & E.H.Wilson
- Podophyllum emeiense  (J.L.Wu & P.Zhuang) J.M.H.Shaw
- Podophyllum glaucescens  J.M.H.Shaw
- Podophyllum grayi (F.Schmidt) Christenh. & Byng
- Podophyllum guangxiense  (Y.S.Wang) J.M.H.Shaw
- Podophyllum hemsleyi  .M.H.Shaw & Stearn
- Podophyllum hexandrum  Royle
- Podophyllum majoense  Gagnep.
- Podophyllum peltatum  L.
- Podophyllum pleianthum  Hance
- Podophyllum sinense  (H.L.Li) Christenh. & Byng
- Podophyllum trilobulum  J.M.H.Shaw
- Podophyllum tsayuense  (T.S.Ying) Christenh. & Byng
- Podophyllum versipelle  Hance